# Charlene de Carvalho-Heineken
Charlene de Carvalho-Heineken (* 30. Juni 1954 in Amsterdam) ist eine niederländische Unternehmerin.

## Leben
Carvalho-Heineken ist die Tochter von Alfred Heineken und Lucille Cummins. Nach dem Tod ihres Vaters erbte sie als einziges Kind dessen Vermögen. Laut dem Forbes Magazine ist sie noch vor der ehemaligen niederländischen Königin Beatrix die reichste Frau in den Niederlanden. Carvalho-Heineken ist mit Michel de Carvalho verheiratet und hat fünf Kinder. Neben ihrer niederländischen Staatsbürgerschaft hat sie die britische und die schweizerische Staatsbürgerschaft.  Unter den 300 Reichsten der Schweiz belegte sie 2018 den 8. Platz mit einem geschätzten Vermögen von 13 bis 14 Milliarden Schweizer Franken.
Nach ihr ist der C.L. de Carvalho-Heineken-Preis für Kognitionswissenschaft benannt.